# Grzegorz Cziura
Grzegorz Cziura (ur. 3 stycznia 1952 w Knurowie, zm. 17 lipca 2004 w Siemianowicach Śląskich) – polski sztangista, wicemistrz olimpijski, medalista mistrzostw świata i Europy.

## Kariera
Zaczynał karierę w Górniku Łaziska Średnie (dzisiejszym MOSiR Łaziska Górne), a od 1970 roku startował w barwach Górnika Siemianowice. Zdobył srebrny medal na igrzyskach olimpijskich w Montrealu w 1976 roku w kategorii koguciej 56 kg z wynikiem 252,5 kg (115 kg + 137,5 kg). Rozdzielił tam na podium Bułgara Noraira Nurikjana i Kenkichiego Andō z Japonii. Zdobył równocześnie wicemistrzostwo świata, gdyż IO 1976 miały także rangę mistrzostw świata. Podczas rozgrywanych cztery lata wcześniej na igrzyskach w Monachium nie zaliczył żadnej próby w podrzucie i nie został sklasyfikowany. W 1977 roku wywalczył brązowy medal podczas mistrzostw świata w Stuttgarcie, plasując się za Nikołajem Kolesnikowem z ZSRR i Bułgarem Janko Rusewem.
Był ponadto medalistą mistrzostw Europy (1977, 3. miejsce, kategoria do 60 kg). W drugiej połowie lat 70. wielokrotnie startował w imprezach mistrzowskich, kończąc zawody w czołowej szóstce. W 1976 ustanowił rekord świata w wyciskaniu (126 kg).
Zdobył dwa tytuły mistrza Polski. Miał wykształcenie średnie górnicze.